# Accenture
Accenture plc (tidl. Andersen Consulting) er en multinational it- og managementvirksomhed. De flyttede deres hovedkvarter fra Bermuda til Dublin i 2009. De er endvidere børsnoteret på New York Stock Exchange. Virksomheden tilbyder konsulent-, teknologi- og outsourcingydelser. ¨

## Historie
Oprindeligt startede virksomheden som en del af revisionsselskabet Arthur Andersen, men i 1989 blev det skilt ud som et selvstændigt selskab under navnet Andersen Consulting. I 2001 skiftede virksomheden navn til det nuværende, som er en sammentrækning af "Accent on the future". Senere samme år blev Accenture børsnoteret.
Accenture leverede i samarbejde med Thales Group det danske rejsekort.